# The Writing on the Wall
The Writing on the Wall — песня английской хеви-метал группы Iron Maiden. Песня была выпущена 15 июля 2021 года вместе с видеоклипом и стала ведущим синглом их семнадцатого студийного альбома Senjutsu. Кроме того, это был первый сингл группы после выхода Empire of the Clouds в 2016 году.
Loudwire назвал The Writing on the Wall четырнадцатой лучшей метал-песней 2021 года

## Видеоклип
Видеоклип на песню был снят Никосом Ливси из лондонской анимационной студии BlinkInk в сотрудничестве с Брюсом Дикинсоном, а также бывшими сотрудниками Pixar и давними поклонниками Maiden Марком Эндрюсом и Эндрю Гордоном, которые обменивались идеями на еженедельных творческих встречах в Zoom. Сценарий видео написан Дикинсоном и вдохновлён библейскими историями о пире Валтасара и пророке Данииле, истолковавшем надпись на стене, а также содержит другие отсылки к Библии (Адам и Ева, четыре всадника Апокалипсиса). Видеоряд содержит изображение Эдди, маскота группы, в различных стилях, основанных на обложках предыдущих альбомов группы. Визуальные эффекты создавались аниматорами BlinkInk. Поклонники группы со всего мира присылали свои идеи для раскадровки.
Видеоряд клипа показывает антиутопический мир, разрушенный засухой и загрязнением окружающей среды. Однако небольшая прослойка элиты продолжает пировать. Тем временем, таинственный персонаж в мантии призывает в пустыню четырёх всадников Апокалипсиса, несущих уничтожение угнетателям.

## Рекламная кампания
Выходу клипа предшествовала рекламная кампания, в течение которой группа выкладывала намёки на грядущий релиз. Так, в апреле 2021 года коллектив анонсировал европейский тур Legacy Of The Beast, на постере которого можно заметить надпись «WOTW». 28 июня Дикинсон дал интервью британскому каналу Sky News, во время которого вокалист был одет в футболку с надписью «Belshazzar’s feast» (с англ. — «Пир Валтасара»), который также известен, как «история надписи на стене» (англ. the story of the writing on the wall). Помимо этого, позади музыканта висел плакат с надписью «IM XVII», что намекает на семнадцатый релиз группы. В течение недели, предшествующей выходу первого сингла, Iron Maiden загрузили обложки всех своих предыдущих альбомов с небольшими изменениями — на персонажах можно было увидеть футболки с надписью вышеупомянутого «Пира Валтасара», а на обложках The Final Frontier и The Book of Souls появились японские символы, обозначающие слово «смерть».

## Участники записи
Iron Maiden
- Брюс Дикинсон — вокал
- Дэйв Мюррей — гитара
- Эдриан Смит — гитара
- Яник Герс — гитара
- Стив Харрис — бас-гитара
- Нико Макбрэйн — ударные

Продюсеры
- Кевин Ширли — продюсер, сведение
- Стив Харрис — сопродюсер

## Чарты
| Чарт (2021)                                  | Высшая позиция |
| -------------------------------------------- | -------------- |
| Великобритания (OCC UK Rock & Metal)         | 15             |
| США (Billboard Hot Rock & Alternative Songs) | 39             |
| США (Billboard Rock & Alternative Airplay)   | 36             |

## Оценки
Видеоклип на песню был номинирован на премию UK Music Video Awards 2021 в категории «Лучшая анимация в видео».